# Utricularia sect. Utricularia
Utricularia sect. Utricularia es una sección perteneciente al género  Utricularia. Estas especies son plantas acuáticas carnívoras que se encuentran introducidas o flotantes en el agua.

## Especies
| - Utricularia aurea - Utricularia australis - Utricularia benjaminiana - Utricularia biovularioides - Utricularia bremii - Utricularia breviscapa - Utricularia cymbantha - Utricularia dimorphanta - Utricularia floridana - Utricularia foliosa - Utricularia geminiscapa - Utricularia gibba - Utricularia hydrocarpa - Utricularia incisa - Utricularia inflata - Utricularia inflexa - Utricularia intermedia - Utricularia macrorhiza | - Utricularia minor - Utricularia muelleri - Utricularia naviculata - Utricularia ochroleuca - Utricularia olivacea - Utricularia perversa - Utricularia platensis - Utricularia poconensis - Utricularia punctata - Utricularia radiata - Utricularia raynalii - Utricularia reflexa - Utricularia stellaris - Utricularia striata - Utricularia stygia - Utricularia vulgaris - Utricularia warmingii |